# Alexeter canaliculatus
Alexeter canaliculatus là một loài tò vò trong họ Ichneumonidae.